# Nathan Júnior
Nathan Júnior Soares de Carvalho (Rio de Janeiro, 10 maart 1989) - beter bekend als Nathan Júnior  - is een Braziliaans betaald voetballer die als aanvaller speelt. 

## Carrière

### Jeugd
Hij speelde tot 2005 in de jeugdreeksen van het Braziliaanse CR Flamengo. In vertrok hij naar Cyprus waar hij in de jeugdreeksen van Anorthosis Famagusta ging spelen. Hij bleef hier uiteindelijk tot 2008.

### Senioren
In 2008 tekende hij een contract bij Skonto FC uit Letland. Hij werd echter meteen voor 1 seizoen uitgeleend aan JFK Olimps. Hier kwam hij in totaal aan 15 wedstrijden zonder te scoren. In 2009 keerde hij terug naar Skonto. In 2009 speelde hij 19 wedstrijden en scoorde hij 4 goals. In 2010 brak hij helemaal door, hij speelde 24 wedstrijden en scoorde 18 goals. Hiermee werd hij mede topschutter van de competitie samen met Deniss Rakels van FK Liepājas Metalurgs en speelde hij kampioen met Skonto. In 2011 deed hij het nog beter in 26 wedstrijden scoorde hij 22 goals. Hiermee werd hij opnieuw topschutter van de competitie, ditmaal alleen.
In de zomer van 2011 versierde hij een transfer naar het Oostenrijkse Kapfenberger SV. Zijn debuut voor de club maakte hij in de wedstrijd tegen Austria Wien waarin hij meteen scoorde, bij deze ene goal zou het ook blijven. Hij speelde dat seizoen uiteindelijk 13 wedstrijden en scoorde 1 goal, hij mocht hierdoor vertrekken van de club.
In 2012 tekende hij een contract bij Dila Gori uit Georgië. In het seizoen 2012-2013 verloor hij de supercup met de club maar werd wel tweede in de competitie. Hij speelde dat seizoen 21 wedstrijden en scoorde 7 goals. In het seizoen 2013/14 speelde hij voor SKA-Energia Chabarovsk. Sinds 2015 speelt hij in Portugal voor CD Tondela.

## Clubstatistieken
| seizoen | club                 | land          | competitie                | duels | goals |
| ------- | -------------------- | ------------- | ------------------------- | ----- | ----- |
| 2008    | Skonto FC            | Letland       | Virslīga                  | 0     | 0     |
| 2008    | → JFK Olimps         | Letland       | Virslīga                  | 15    | 0     |
| 2009    | Skonto FC            | Letland       | Virslīga                  | 19    | 4     |
| 2010    | Skonto FC            | Letland       | Virslīga                  | 24    | 18    |
| 2011    | Skonto FC            | Letland       | Virslīga                  | 26    | 22    |
| 2011/12 | Kapfenberger SV      | Oostenrijk    | Bundesliga                | 13    | 1     |
| 2012/13 | Dila Gori            | Georgië       | Oemaghlesi Liga           | 21    | 7     |
| 2013/14 | SKA-Chabarovsk       | Rusland       | PFL                       | 27    | 9     |
| 2014/15 | SKA-Chabarovsk       | Rusland       | PFL                       | 14    | 6     |
| 2015/16 | CD Tondela           | Portugal      | Primeira Liga             | 34    | 13    |
| 2016/17 | Al-Fateh             | Saoedi-Arabië | Saudi Professional League | 20    | 5     |
| 2017/18 | Al-Fateh             | Saoedi-Arabië | Saudi Professional League | 0     | 0     |
| 2017/18 | Tokushima Vortis     | Japan         | J2 League                 | 0     | 0     |
| 2018/19 | FC Paços de Ferreira | Portugal      | Segunda Liga              | 1     | 0     |
| 2019/20 | FC Paços de Ferreira | Portugal      | Primeira Liga             | 0     | 0     |
| Totaal  | Totaal               | Totaal        | Totaal                    | 214   | 85    |

## Palmares
| Nationaal            |    |      |
| Lets kampioen        | 1x | 2010 |
| Internationaal       |    |      |
| Baltic Champions Cup | 1x | 2011 |
| Baltische competitie | 1x | 2011 |